# لويس هربرت غراي
لويس هربرت غراي (بالإنجليزية: Louis Herbert Gray)‏ هو معجمي أمريكي، ولد في 1875، وتوفي في 1955.